# (5697) Arrhenius
(5697) Arrhenius (6766 P-L) – planetoida z pasa głównego asteroid okrążająca Słońce w ciągu 5,59 lat w średniej odległości 3,15 j.a. Odkryta 24 września 1960 roku. Nazwa nadana na cześć szwedzkiego fizykochemika Svante'a Arrheniusa.